# Serra Negra do Norte
Serra Negra do Norte est une municipalité brésilienne située dans l'État du Rio Grande do Norte.